# Charley Crockett
Matthew Charles Crockett (nascut el 24 de març de 1984), més conegut com Charley Crockett, és un cantant, guitarrista i compositor texà de blues, country, folk i americana. Ha publicat dotze àlbums d'estudi des del 2015. El titulat G.L.'s Blue Bonanza li va permetre arribar al número 11 de la llista Billboard d'àlbums de blues  i el titulat The Man from Waco el va fer entrar a la llista Billboard 200 dels Estats Units d'Amèrica.
El setembre de 2023, Crockett va ser nominat com a Artista de l'any, com a Àlbum de l'any i com a Cançó de l'any als Americana Music Honors &amp; Awards 2023 . Va rebre la seva primera nominació als premis Grammy el 2025 per 10 dòlars Cowboy.

## Biografia: Primers anys
Charley va néixer a San Benito, Texas, fill de Branton Eddens Crockett i Jan Onda Applehans. L'avi patern de Crockett és enginyer químic i ramader, Charles Hayes "Charlie" Crockett Sr. i la seva àvia paterna és filla del senador de Texas, George Clark Purl Sr., i de Patricia May Purl. La seva mare és d'origen alemany del Volga. El seu tercer besavi va ser Jacob Goodwin Crockett, de New Hampshire .
Criat per una mare soltera amb un germà i una germana grans, Crockett va créixer en un parc de caravanes a Los Fresnos, Texas .  La seva mare va traslladar la família a Dallas, i Crockett va passar els mesos d'estiu amb el seu oncle, que vivia al barri francès de Nova Orleans.
En deixar l'institut als 17 anys, Crockett va decidir viatjar amb la seva guitarra, adquirida per la seva mare en una casa d'empenyorament. En paraules de Crockett: "Vaig aprendre a tocar per mi mateix i vaig començar a escriure cançons immediatament, sense cap coneixement dels acords ni de res. Durant 12 anys no sabia ni en quin to estava, però la meva oïda era molt bona, i podia tocar en qualsevol tonalitat i qualsevol acord. Simplement no sabia què era".
Les seves primeres influències musicals provenien d'escoltar hip hop, i es va fascinar amb l'ús dels samples. "Vaig conèixer la música d'en Curtis Mayfield a través de samples de les seves cançons d'altres artistes, a Nina Simone també o, fins-i-tot, a en J. Cole.
Crockett va començar a tocar música en públic pels carrers del barri francès de Nova Orleans i a Deep Ellum, Dallas, quan era adolescent. Més tard, va viatjar més lluny, fent autostop i muntant mercaderies, i el 2009 ja era tocant a la ciutat de Nova York. A mesura que millorava les seves habilitats interpretatives, Crockett va organitzar una banda de carrer anomenada Trainrobbers, que va cridar l'atenció d'un representant de Sony Music, de Manhattan. Crockett va signar, amb 26 anys, un contracte de gestió de dos anys. Finalment, cansat de la vida al carrer i de l'espera de la fi del contracte, Crockett es va traslladar al Nord de Califòrnia, on va combinar el treball a les granges amb actuacions durant tres anys més.
Crockett va catuar llavors als carrers de París, a França, Europa, durant un any, i va viure breument a Espanya i al Marroc.

## Carrera
El 2015, Crockett va tornar a Texas i després d'establir-se a Dallas, va publicar el seu àlbum debut, A Stolen Jewel, al maig. Va guanyar el Dallas Observer Music Award al Millor Tema de Blues. La col·lecció lo-fi contenia una portada de "Juanita ", dels Flying Burrito Brothers . Crockett també va fer amistat amb Leon Bridges en aquells moments, abans que de publicar un àlbum influenciat pel blues, titulat In The Night, l'any 2016.
In The Night contenia una selecció de temes escrits per Crockett, juntament amb una portada de " Wasted Days and Wasted Nights", del seu heroi natal Freddy Fender . El diari Fort Worth Star-Telegram va considerar In The Night com una targeta de visita impressionant, "curulla de la malenconia de Crockett i de tempos oscil·lants". Crockett va passar l'any següent fent gira per promocionar el seu treball, fent més de 125 espectacles en total. Va fer gira amb els Turnpike Troubadours, Lucero, Shinyribs, Samantha Fish i Old 97's, entre d'altres.
Després de traslladar-se a Austin, Texas, el següent llançament de Crockett va ser una col·lecció de versions de cançons country, Honky Tonk Jubilee de Lil GL (2017), que es va publicar a Thirty Tigers . Les cançons incloïen "Night Train to Memphis", escrit per Roy Acuff,"The Jamestown Ferry", de Tanya Tucker, i "Honky Tonkin", de Hank Williams, tots incorporant l'estil texà de Crockett. Altres temes de l'àlbum eren originals de Ernest Tubb, Loretta Lynn i Webb Pierce ("I Ain't Never").
El 2018 va publicar Lonesome as a Shadow, una col·lecció de cançons originals seves. Va ser gravat al Sam C. Phillips Recording Studio de Memphis, Tennessee, i produït per Matt Ross-Spang . La cançó d'obertura, "I Wanna Cry", va ser dedicada a la seva germana, que havia mort per una sobredosi de metamfetamina . L'àlbum va ser dedicat a Henry "Ragtime Texas" Thomas . Després de la seva data de llançament, a l'abril, Crockett va tornar a fer una gira amb el suport de la seva banda, The Blue Drifters. Les seves actuacions van incloure llocs com el House of Blues de Houston, Washington, DC's 9:30 Club, The Mint, de Los Angeles, i The Fillmore, de San Francisco. A més, va actuar en festivals com el Wheatland Music Festival, de Portland, el Pickthon d'Oregon i el Austin City Limits Music Festival .
A finals del 2018, Crockett va publicar Blue Bonanza de Lil GL i va assegurar: "Lil GL és el meu nom secundari, com Hank [Williams] tenia Luke the Drifter. El faig servir per a tots els meus projectes secundaris i projectes de portada".
També va explicar que el sobrenom li va ser donat per un bateria de blues local, Jay Moeller, en referència a l'obscur cantant de R&B GL Crockett . AllMusic va considerar Blue Bonanza de Lil GL com una espècie d'àlbum company de Lil G.L.'s Honky Tonk Jubilee, de Charley Crockett". L'àlbum va ser principalment una altra recopilació de versions i inclou temes com "Bright Lights, Big City", de Jimmy Reed, " That's How I Got to Memphis", de Tom T. Hall, i "Good Time Charlie's Got the Blues", de Danny O'Keefe. A més, Crockett va versionar el Ernest Tubb, George Jones i T-Bone Walker . Blue Bonanza de Lil GL va assolir el número 10 a la llista Billboard d'àlbums de Blues.
A principis de gener de 2019, Crockett es va sotmetre a una cirurgia a cor obert. Les avaluacions prèvies de la cirurgia indicaven que Crockett tenia una afecció cardíaca congènita que va desenbocar en la síndrome de Wolff-Parkinson-White .
Crockett va llançar The Valley el 20 de setembre de 2019. L'àlbum inclou el senzill "Borrowed Time", que va ser escrit conjuntament amb Evan Felker, de Turnpike Troubadours.
Field Recordings, Vol. 1 va ser publicat el 3 d'abril de 2020 i és un mix-tape de 30 versions de baixa fidelitat i originals gravats a Mendocino County, Califòrnia. Crockett i Kyle Madrigal van gravar aquesta sèrie de temes durant l'any anterior, utilitzant una gravadora de 4 pistes, un micròfon de ràdio CB antic i un telèfon rotatiu antic. Crockett va dir que les cançons provenien "dels meus temes de carrer i de cançons populars, coses que vaig escriure i que potser no necessàriament són les millors per a aquests àlbums d'estudi".
Crockett va llançar el seu setè àlbum, Welcome to Hard Times, el 31 de juliol de 2020. Va ser produït per Mark Neill i inclou contribucions a la composició de cançons de Dan Auerbach, de The Black Keys, i el cantant i compositor Pat McLaughlin. L'àlbum va seguir a un altre ensurt de salut que amenaçava la vida. Se li va diagnosticar una malaltia cardíaca congènita que va requerir una cirurgia cardíaca. Va rebre crítiques brillants, incloses les de la revista American Songwriter, que van ser entusiastes: "Crockett troba el punt dolç entre el country, el soul, el blues i el folk en cançons enganyosament modestes", mentre que la revista Texas Monthly va declarar: "Crockett ho diu directament en el tema central de l'àlbum: supervivència astuta en un sistema rígid socialment, políticament i econòmicament".
El 26 de febrer de 2021, Crockett va llançar el seu següent àlbum, titulat 10 For Slim: Charley Crockett Sings James Hand, un àlbum tribut a James "Slim" Hand . Va rebre l'aclamació de la crítica per part de Rolling Stone,  The Boot, Austin American-Statesman, Forbes, i American Songwriter entre d'altres.
Crockett va llançar el seu novè àlbum, Music City USA, el 17 de setembre de 2021, a través de Son of Davy/Thirty Tigers. El senzill principal, "I Need Your Love", va aparèixer a Rolling Stone,  així com Brooklyn Vegan, que el va anomenar "una llesca dolça i sensual de l'ànima del sud" i The Boot, que el van anomenar "una dosi d'ànima plena de banyes". Més tard, aquell mateix mes, va guanyar el premi "Artista emergent de l'any" 2021 als Americana Music Honors and Awards de Nashville, TN. Crockett va tancar l'any amb el seu debut a Austn City Limits, que es va emetre a l'octubre a PBS . Va seguir un parell de mesos més tard amb una aparició a "Saturday Sessions" de CBS This Morning interpretant "I Need Your Love", "Music City USA" i "I Feel For You", del seu darrer àlbum.
El març de 2022, va anunciar Jukebox Charley, un nou àlbum de versions i el seu tercer àlbum llançat en poc més d'un any. La quarta entrega de la seva sèrie de versions de Lil' GL. L'àlbum es va publicar el 22 d'abril i va incloure melodies country clàssiques de Tom T. Hall, Willie Nelson, George Jones i altres.
Charley Crockett va actuar a Jimmy Kim,mel Live! el 9 de desembre de 2022.
El febrer de 2023, Crockett va actuar a NPR per a un Tiny Desk Concert. Va ser seguit per una aparició a The Daily Show, de Comedy Central, a l'abril, on va ser entrevistat per Jordan Klepper, juntament amb una interpretació en directe del tema "Name on a Billboard", del seu àlbum del 2022, The Man from Waco. Més tard, aquell estiu, va estar a la portada de Texas Monthly, per a un llarg perfil que detallava els antecedents de l'artista i l'ascens a la fama. Al setembre, va llançar Live From The Ryman, un àlbum i una pel·lícula de concerts del seu debut amb entrades  exhaurides al Ryman Auditorium de Nashville, gravat el 14 de novembre de 2022. També va rebre el premi Stephen Bruton 2023 del Lone Star Film Festival, que guardona artistes excepcionals les carreres dels quals no només estan ancorades en la música, sinó que també inclouen l'expressió artística al cinema.
A principis de 2024, Crockett va anunciar que el seu àlbum, $10 Cowboy, sortiria el 26 d'abril. Va celebrar l'anunci amb una aparició a Jimmy Kimmel Live! , on va interpretar el tema principal de l'àlbum.
El gener de 2025, es va anunciar que Crockett havia signat amb Island Records i publicarà el seu primer àlbum a través del segell, Lonesome Drifter, el 14 de març.

## Discografia

### Àlbums d'estudi
| Títol                                                               | Detalls de l'àlbum                                                                                    | Peak chart positions | Peak chart positions       | Peak chart positions      | Sales          |
| Títol                                                               | Detalls de l'àlbum                                                                                    | US                   | US<br id="mwAis"><br>Blues | US<br id="mwAjM"><br>Heat | Sales          |
| ------------------------------------------------------------------- | --- | -------------------- | -------------------------- | ------------------------- | -------------- |
| A Stolen Jewel                                                      | - Released: May 5, 2015 - Label: Son of Davy - Format: CD, digital download                           | —                    | —                          | —                         |                |
| In the Night                                                        | - Released: June 6, 2016 - Label: Son of Davy, Field Day - Format: LP, CD, digital download           | —                    | —                          | —                         |                |
| Lil' G.L.'s Honky Tonk Jubilee                                      | - Released: September 8, 2017 - Label: Son of Davy, Field Day - Format: LP, CD, digital download      | —                    | —                          | —                         |                |
| Lonesome as a Shadow                                                | - Released: April 20, 2018 - Label: Son of Davy - Format: LP, CD, digital download                    | —                    | —                          | 14                        |                |
| Lil' G.L.'s Blue Bonanza                                            | - Released: December 7, 2018 - Label: Son of Davy, Thirty Tigers - Format: LP, CD, digital download   | —                    | 11                         | 10                        |                |
| The Valley                                                          | - Released: September 20, 2019 - Label: Son of Davy, Thirty Tigers - Format: LP, CD, digital download | —                    | —                          | 19                        | - US: 2,700    |
| Welcome to Hard Times                                               | - Released: July 31, 2020 - Label: Son of Davy, Thirty Tigers - Format: LP, CD, digital download      | —                    | —                          | —                         |                |
| Lil' G.L. Presents: 10 for Slim – Charley Crockett Sings James Hand | - Released: February 26, 2021 - Label: Son of Davy, Thirty Tigers - Format: LP, CD, digital download  | —                    | —                          | —                         |                |
| Music City USA                                                      | - Released: September 17, 2021 - Label: Son of Davy, Thirty Tigers - Format: LP, CD, digital download | —                    | —                          | —                         |                |
| Lil G.L. Presents: Jukebox Charley                                  | - Released: April 22, 2022 - Label: Son of Davy, Thirty Tigers - Format: LP, CD, digital download     | —                    | —                          | —                         |                |
| The Man from Waco                                                   | - Released: September 9, 2022 - Label: Son of Davy, Thirty Tigers - Format: LP, CD, digital download  | 199                  | —                          | —                         |                |
| $10 Cowboy                                                          | - Released: April 26, 2024 - Label: Son of Davy, Thirty Tigers - Format: LP, CD, digital download     | 168                  | —                          | 1                         |                |
| $10 Cowboy, Chapter II: Visions of Dallas                           | - Released: July 22, 2024 - Label: Son of Davy, Thirty Tigers - Format: LP, CD, digital download      | —                    | —                          | —                         |                |
| Lonesome Drifter                                                    | - Released: March 14, 2025 - Label: Lone Star Rider, Island - Format: LP, CD, digital download        | To be released       | To be released             | To be released            | To be released |
| "—" denotes releases that did not chart                             | |                      |                            |                           |                |

| Títol                                                       | Detalls de l'àlbum                                                                                       |
| ----------------------------------------------------------- | --- |
| \| Live from the Ryman[44] \| \| ----------------------- \| | - Publicat: 29 de setembre de 2023 - Segell: Son of Davy - Format: CD, LP, descàrrega digital, streaming |
| Live from the Ryman                                         | |

### Mixtapes
| Títol                    | Detalls de l'àlbum                                                               |
| ------------------------ | -------------------------------------------------------------------------------- |
| Field Recordings, Vol. 1 | - Publicat: 3 d'abril de 2020 - Segell: Son of Davy - Format: Descàrrega digital |

### Extended plays
| Títol                     | Detalls de l'àlbum                                                                                |
| ------------------------- | ------------------------------------------------------------------------------------------------- |
| OurVinyl Sessions         | - Publicat: 27 de febrer de 2020 - Etiqueta: OurVinyl - Format: Descàrrega digital                |
| The Man from Waco (Redux) | - Publicat: 26 de maig de 2023 - Segell: Song of Davy, Thirty Tigers - Format: Descàrrega digital |

### Solters
| Títol                               | Any  | Peak chart positions     | Àlbum                                                               |
| Títol                               | Any  | US<br id="mwA30"><br>AAA | Àlbum                                                               |
| ----------------------------------- | ---- | ------------------------ | ------------------------------------------------------------------- |
| "Get Up Outta Texas"                | 2015 | —                        | Non-album single                                                    |
| "Trinity River"                     | 2015 | —                        | A Stolen Jewel                                                      |
| "In the Night"                      | 2016 | —                        | In the Night                                                        |
| "Jamestown Ferry"                   | 2018 | —                        | Lil G.L.'s Honky Tonk Jubilee                                       |
| "I Wanna Cry"                       | 2018 | —                        | Lonesome as a Shadow                                                |
| "Lil' Girl's Name"                  | 2018 | —                        | Lonesome as a Shadow                                                |
| "Ain't Gotta Worry Child"           | 2018 | —                        | Lonesome as a Shadow                                                |
| "Good Time Charley's Got the Blues" | 2018 | —                        | Lil G.L.'s Blue Bonanza                                             |
| "How Low Can You Go"                | 2019 | —                        | Non-album single                                                    |
| "River of Sorrow"                   | 2019 | —                        | Non-album single                                                    |
| "That's How I Got to Memphis"       | 2019 | —                        | Lil G.L.'s Blue Bonanza                                             |
| "Borrowed Time"                     | 2019 | —                        | The Valley                                                          |
| "The Valley"                        | 2019 | —                        | The Valley                                                          |
| "5 More Miles"                      | 2019 | —                        | The Valley                                                          |
| "9 Lb Hammer"                       | 2019 | —                        | The Valley                                                          |
| "Welcome to Hard Times"             | 2020 | —                        | Welcome to Hard Times                                               |
| "Run Horse Run"                     | 2020 | —                        | Welcome to Hard Times                                               |
| "Don't Cry"                         | 2020 | —                        | Welcome to Hard Times                                               |
| "Fool Somebody Else"                | 2020 | —                        | Welcome to Hard Times                                               |
| "I Can Help"                        | 2021 | —                        | The Next Waltz, Vol. 3                                              |
| "Lesson in Depression"              | 2021 | —                        | Lil' G.L. Presents: 10 for Slim – Charley Crockett Sings James Hand |
| "Midnight Run"                      | 2021 | —                        | Lil' G.L. Presents: 10 for Slim – Charley Crockett Sings James Hand |
| "I Need Your Love"                  | 2021 | —                        | Music City USA                                                      |
| "Round This World"                  | 2021 | —                        | Music City USA                                                      |
| "I Won't Cry"                       | 2021 | —                        | Music City USA                                                      |
| "Music City USA"                    | 2021 | —                        | Music City USA                                                      |
| "I Feel for You"                    | 2022 | —                        | Lil' G.L. Presents: Jukebox Charley                                 |
| "I'm Just a Clown"                  | 2022 | —                        | The Man from Waco                                                   |
| "The Man from Waco"                 | 2022 | —                        | The Man from Waco                                                   |
| "Trinity River"                     | 2022 | 18                       | The Man from Waco                                                   |
| "Killers of the Flower Moon"        | 2023 | —                        | Non-album single                                                    |
| "$10 Cowboy"                        | 2024 | 26                       | $10 Cowboy                                                          |
| "Solitary Road"                     | 2024 | 23                       | $10 Cowboy                                                          |
| "Lonesome Drifter"                  | 2025 | 25                       | Lonesome Drifter                                                    |

### Vídeos musicals
| Títol                                   | Any  | Director                       | Ref.   |
| --------------------------------------- | ---- | ------------------------------ | ------ |
| "Get Up Outta Texas"                    | 2015 | Paco Estrada                   |        |
| "Trinity River"                         | 2015 | Daniel Driensky Sarah M. Reyes |        |
| "In the Night"                          | 2016 | Will von Bolton                |        |
| "Jamestown Ferry"                       | 2018 | Charley Crockett Lyza Renee    |        |
| "I Wanna Cry"                           | 2018 | Charley Crockett Lyza Renee    |        |
| "Lil' Girl's Name"                      | 2018 | Ray Lewis Texas Joe            |        |
| "Ain't Gotta Worry Child"               | 2018 | Charley Crockett Mario Valdez  |        |
| "Good Time Charley's Got the Blues"     | 2018 | Charley Crockett Lyza Renee    |        |
| "River of Sorrow"                       | 2019 | Bobby Cochran                  |        |
| "That's How I Got to Memphis"           | 2019 | Bobby Cochran                  |        |
| "Borrowed Time"                         | 2019 | Charley Crockett               |        |
| "The Valley"                            | 2019 | Ben Christensen Dusty Sousley  |        |
| "The Valley" (short film)               | 2019 | Ben Christensen Dusty Sousley  |        |
| "Welcome to Hard Times"                 | 2020 | Charley Crockett Bobby Cochran |        |
| "Run Horse Run"                         | 2020 | Charley Crockett Bobby Cochran | [ 51 ] |
| "Don't Cry"                             | 2020 | Charley Crockett Bobby Cochran | [ 52 ] |
| "Fool Somebody Else"                    | 2020 | Charley Crockett Bobby Cochran |        |
| "Lily My Dear" (live video)             | 2020 | Kevin J. Hamm                  | [ 53 ] |
| "Wreck Me" (live video)                 | 2020 | Kevin J. Hamm                  | [ 54 ] |
| "The Man That Time Forgot" (live video) | 2020 | Kevin J. Hamm                  | [ 55 ] |
| "Lesson in Depression"                  | 2021 | Bobby Cochran                  | [ 56 ] |
| "Midnight Run"                          | 2021 | Bobby Cochran                  | [ 57 ] |
| "I Need Your Love"                      | 2021 | Bobby Cochran                  |        |
| "Round This World"                      | 2021 | Bobby Cochran                  |        |
| "I Won't Cry"                           | 2021 | Bobby Cochran                  |        |
| "Music City USA"                        | 2021 | Bobby Cochran                  |        |
| "I Feel for You"                        | 2022 | Spencer Peeples                |        |
| "I'm Just a Clown"                      | 2022 | Bobby Cochran                  |        |

## Premis i nominacions
| Premi                           | Any  | Categoria                 | Resultat  | Ref.   |
| ------------------------------- | ---- | ------------------------- | --------- | ------ |
| Americana Music Honors & Awards | 2021 | Artista emergent de l'any | Guanyador |        |
| Austin Music Awards             | 2022 | Músic de l'any            | Guanyador | [ 58 ] |
| Austin Music Awards             | 2022 | Millor País               | Guanyador | [ 58 ] |
| Americana Music Honors & Awards | 2023 | Artista de l'any          | Nominat   | [ 59 ] |
| Americana Music Honors & Awards | 2023 | Àlbum de l'any            | Nominat   | [ 59 ] |
| Americana Music Honors & Awards | 2023 | Cançó de l'any            | Nominat   | [ 59 ] |
| Grammy Awards                   | 2025 | Millor Àlbum Americana    | Nominat   |        |